# Epilobium pygmaeum
Epilobium pygmaeum är en dunörtsväxtart som först beskrevs av Carlos Luis Spegazzini, och fick sitt nu gällande namn av P.C. Hoch och P.H. Raven. Epilobium pygmaeum ingår i släktet dunörter, och familjen dunörtsväxter. Inga underarter finns listade i Catalogue of Life.